# أرغي
أرغي (بالفارسية: ارگی چناران)) هي قرية تقع في قسم غلمكان الريفي (مقاطعة تشناران) في إيران. يقدر عدد سكانها بـ 28 نسمة .